# Фрідріх Гаас
Фрідріх Гаас (нім. Friedrich Joseph Laurentius Haass, рос. Федор Петрович Гааз; 24 серпня (4 вересня) 1780, Бад-Мюнстерайфель — 16 (28) серпня 1853, Москва) — лікар німецького походження, філантроп, нехудожній письменник, відомий як «святий доктор». Член Московського тюремного комітету і головний лікар московських в'язниць.
У 2018 році римо-католицька церква завершила єпархіальну стадію процесу зачислення до лику блаженних великого подвижника милосердя доктора Гааса.

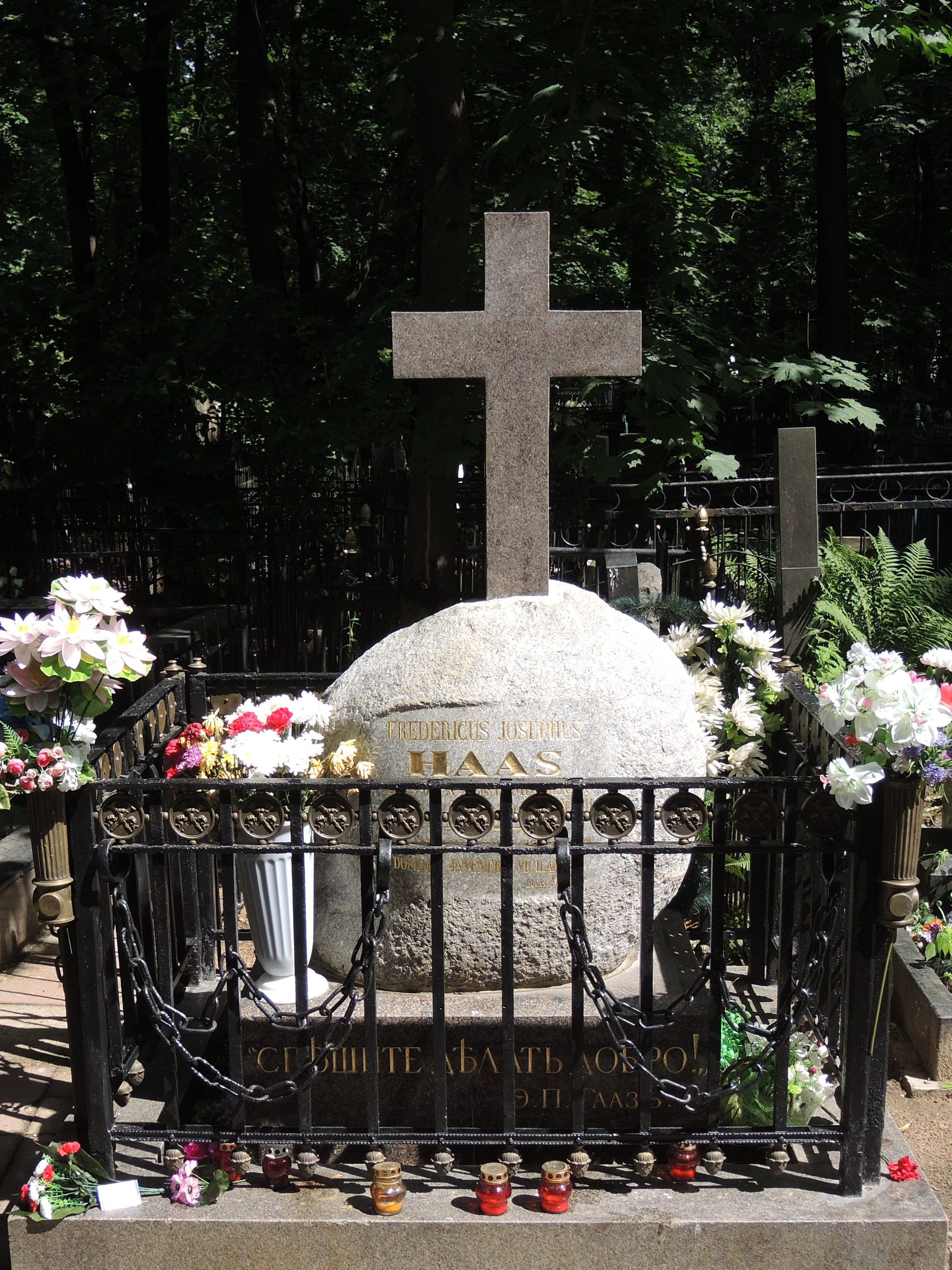
Могила Гааса у Москві

## Біографія

### Німецький період
Народився в католицькій сім'ї фармаколога Пітера Гааса, був онуком хірурга Вільгельма Антона Гааса з Кельна. Навчався після закінчення школи в університетах у Єні та Геттінгені німецькій філології, філософії та медицині. У Геттінгені він отримав докторський ступінь у галузі медицини та хірургії. У Відні кваліфікувався як офтальмолог. Одним з перших його пацієнтів був батько російської княгині Варвари Олексіївни Репніної, який страждав на серйозну хворобу очей. Він вилікував хворого, що призвело до запрошення молодого лікаря до Російської імперії.

### Російській період
Він з'явився у Москві в 1806 році як Федір Петрович Гаас. Вже в 1807 році його призначено головним лікарем престижної Паульської лікарні (лікарня Пауля). У 1809 і 1810 роках здійснив подорожі по Кавказу для вивчення мінеральних джерел (нині Кавказькі Минеральні Води). Досліджував джерела в Кисловодську, відкрив джерела Железноводська, перший повідомив про джерела в Єсентуках, хоча і не придавав їм важливого значення. Під час війни 1812 року проти Наполеона І працював хірургом у російській армії. Після війни і нетривалого перебування на батьківщині Гаас повернувся до Москви, де був приватним лікарем з 1814 по 1829 рік, отримав кваліфікацію сімейного лікаря вищої категорії. Він також добровільно працював у відпустках. У 1825 році за проханням московського генерал-губернатора взяв діяльну участь у ліквідації епідемії епідемічного висипного тифу у московських в'язницях. Разом зі своїм другом професором Полем влаштував тимчасову лікарню, де з успіхом ізолював і лікував хворих. Епідемію вдалося припинити. Посаду головного лікаря (штадт-фізика) московських в'язниць обійняв того ж року, хоча певний час противився цьому. У 1826 році його запрошено для боротьби з епідемічною очною хворобою і він вдало виконав покладене на нього доручення. Незабаром після цього князь Д. В. Голіцин, переймаючись створенням у Москві офтальмологічної лікарні, звернувся до Гааса з проханням стати членом особливого Комітету по влаштуванню такого закладу. Разом зі своїми однодумцями Гаас швидко це зробив, через 5 місяців лікарня запрацювала. Надалі він опікувався лікарнею до кінця свого життя.
У 1830 році Гаас узяв діяльну участь у боротьбі з холерою, яка того року вперше з'явилася в місті. Його призначено членом тимчасової медичної ради, організованої для проведення в місті всіх медико-санітарних заходів боротьби з епідемією. Діяльність Гааса тоді була просто дивовижною. Тимчасова рада збиралася в будинку генерал-губернатора щоденно об 11 годині ранку, а коли була необхідність, то й після обіду. Гаас незалежно від цього був інспектором однієї з тимчасових холерних лікарень, і, крім того, на нього було покладено завідування всією реєстрацією випадків холери в Москві.

### Робота в московській тюремній комісії
З 1828 року він став членом московської тюремної комісії, протягом 25 років турбувався за в'язнів, яких відправляли до Сибіру. Він твердо переконався, що людина є належно доброю, тому що Бог створив її за своїм образом і подобою. Тому людина, яка відхилилася від правильного шляху, є не що інше, як нещасною, хворою людиною, що можна вилікувати тільки людьми. Цей позитивний образ людини, якого він сподобав, головним чином йшов від Франциска Ассізького і Франциска Салезького, чиї праці були його улюбленими книгами, особливо «Трактат про любов до Бога». У листі до філософа Фрідріха Вільгельма Шеллінга від 31 грудня 1843 року він рекомендує і закликає читати твори святого Франциска Салезького. Він називає Шеллінга «моїм улюбленим німецьким вчителем» і Франциска Салезького «моїми коханими наставниками і педагогами». Його заповіт свідчить, що Гаас мав мощі святого Франциска Салезького, які він заповів католицькій церкві в Іркутську.
У 1836 році він добився заміни тяжких залізних кайданів ув'язнених на легші, з внутрішніми накладками з шкіри, які більше не травмували ноги в'язнів до крові. Кайдани називалися Гаасовими. Про це нагадують величезні металеві кайдани на його могилі. Він також добився, щоб від кайданів позбавили дітей та хворих; припинення використання залізного пруту, до якого прикріпляли по 12 засланців, що прямували до Сибіру; відміни голення половини голови у жінок. У 1841 році він написав «Азбуку християнської скромності» яку він друкував на власні кошти та розповсюджував злочинцям.
1840 року його призначено головним лікарем Катеринінської лікарні. Він енергійно узявся за перебудову цієї, в той час дуже запущеною, лікарні. Перш за все перейнявся пристроєм у цій установі водопроводу. Закінчивши цю споруду, Гаас клопотав перед генерал-губернатором про повернення 1500 рублів, витрачених ним, причому додає: «на цю справу я вклав усі свої кошти, і мені важко далі запозичувати гроші в інших». Бажаючи усунути звичайні на той час грандіозні зловживання при будівництві, він у 1842 році клопотав, щоб майбутні в лікарні спорудження були віддані йому як підряднику, тому що, як він писав, «я підпорядковую собі усі обов'язки підрядника». Бажаючи формально забезпечити за собою право проводити будівництво, він попросив у 1843 році генерал-губернатора віддати перебудову дерев'яного барака йому «зі зниженням восьми рублів сріблом проти ціни, заявленої підрядниками». Цей ремонт проведений Гаасом успішно, влаштовані відповідно до тодішніх вимог нові ванни, шафа для сірчаних ванн, душі й дощові ванни. На будівлі, ремонтні роботи, також на справи благодійності Гаас витрачав крім сум, що відпускалися йому, ще й свої власні кошти, а також гроші, отримані від його добрих друзів.
У 1842 році пересильний арештант Станіслав Іванович Хлусевич десяти років мав за підпал потрапити на каторгу на 3 роки. Тюремний комітет і Гаас особисто взяв участь у долі цієї нещасної дитини і поклопотав про перегляд справи. Загальні Збори Сенату переглянули справу і звільнили хлопця від каторги.
Перебуваючи головним лікарем Катеринінської лікарні Гаас клопотався створенням особливого лікувального закладу, в якому могли б знайти притулок хворі, які не мали можливості з яких-небудь причин потрапити в інші лікарні. Його клопоти увінчалися успіхом: завдяки його турботам і старанням влаштовано лікарню для безпритульних, колишня «Поліцейська», а нині «Олександрівська». Для цієї установи Гаас випросив будинок у Малому Казенному провулку, що знаходивс у веденні московського генерал-губернатора. Гаас зібрав у різних благодійників пожертвування на перебудову і пристосування цього будинку для лікарні, витратив на це і без того збіднілі власні гроші. З особливою дбайливістю він клопотався про правильне влаштування водолікування в новій лікарні, згідно успіхам, зробленим у цій галузі медицини в його час у лікарнях і клініках Західної Європи. 2 травня 1845 року лікарня для безпритульних почала свою діяльність. Гааса призначено її старшим лікарем, він зайняв у цій лікарні маленьку квартиру, і з тих пір до самої його смерті вся його діяльність була нерозривно пов'язана з цією установою. Була й відкрита школа для дітей арештантів. Пізніше лікарню називали неофіційно «Госпіталь Гааса» або «Гаасовка».
Постійно він постачав ліками бідних хворих. Боровся за скасування права поміщиків засилати кріпаків, хоча сам мав кріпаків, володів у Московській губернії селищем Тишково (2000 десятин, разом із сукняною фабрикою) упродовж 1812—1853 років. На благодійність пішли всі його заощадження, за борги на публічних торгах було продано Тишково разом із фабрикою. За свою благодійну діяльність його представлено до ордену Святого Володимира 4-го ступеня. Цю нагороду Гааз дуже цінував і незмінно носив його до самої смерті на своєму поношеному, але завжди охайному фраку.
У 1850 році в Тюремному комітеті обговорювався проект нових штатів в'язничних лікарень, за якими оклад головного лікаря збільшувався до 1000 рублів на рік замість 514 руб. Гаас вписав до журналу обговорення проекту свою думку: «На збільшення виплат заробітної плати службовцям у лікарнях я погоджуюсь, але не бажаю сам користуватися цим. Маю честь роз'яснити, що роздумуючи про те, що мені залишається жити мало, вирішив не турбувати комітет ніякими представництвами такого роду.»

### Останні дні
Наприкінці липня 1853 Гаас захворів і написав заповіт. Своїх духівників (професорів А. І. Поля і Н. Овера) він попросив частину своїх книг віддати в бібліотеку католицької церкви і поліцейської лікарні, а іншу частину продати і виручені гроші роздати бідним. У заповіті він звернувся до свого духівника Поля: «уповаю на доброго Андрія Івановича, що він знайде спосіб винагородити всіх тих, настільки багато потрудилися біля мене», а також «подарувати кожному, хто б що побажав мати на пам'ять про мене». Друга свого Овера він просить простежити за ходом зробленого ним подання до нагород службовців лікарні.

### Смерть і поховання
Гаас помер 16 серпня 1853 року і був похований 19 серпня. 20 000 людей були присутні на похоронах на Введенському кладовищі. Несли 34 вінки, серед яких були як від імператорської сім'ї, так й від арештантів. Надгробний надпис написано латиною, він цитує слова Гааса: «Поспішайте робити добро», які він узяв як гасло для означення сутності своєї діяльності від апостола Павла (Рим, 16:19).
По смерті його чини поліції, що робили обшук квартири через його заборгованість. доповіли: «знайшли в його квартирі носильну одежу та інші необхідні предмети; грошей же, ломбардних квитків і цінних речей не виявилося».

## Твори
- http://kmvline.ru/lib/gaaz/3.php [Архівовано 28 лютого 2018 у Wayback Machine.] Вид. Всеволожського, 1811. (Звіт про поїздки на Кавказ).
- http://kemenkiri.narod.ru/gaaz/prisyv.htm [Архівовано 28 вересня 2018 у Wayback Machine.] Видана посмертно доктором А. І. Полем.
- Заповіт [Архівовано 10 жовтня 2018 у Wayback Machine.] // Русский архив. 1912. — № 6. (рос.)
- Азбука християнської доброзвичайності. — Москва, 1898 (рос.)
- Заклик до жінок. — Москва, 1897 (рос.)

## Пам'ять
На честь Гааса названо:
- декілька вулиць у російських містах.
- фонд соціальної допомоги в Одесі.
- обласна лікарня для засуджених в Санкт-Петербурзі та дитячій онкогематологічний центр в Пермі.
- німецька школа у Москві та гімназія в Гомелі (Білорусь).

У Москві та селищі Тишково встановлено бюст та пам'ятники.